# Liste der Wappen im Landkreis Göppingen
Diese Liste beinhaltet alle in der Wikipedia gelisteten Wappen des Landkreises Göppingen in Baden-Württemberg, inklusive historischer Wappen. Fast alle Städte, Gemeinden und Kreise in Baden-Württemberg führen ein Wappen. Sie sind über die Navigationsleiste am Ende der Seite erreichbar.

## Landkreis Göppingen

Wappen des Landkreises Göppingen[1]
Der Landkreis Göppingen in Baden-Württemberg

## Städtewappen im Landkreis Göppingen

Donzdorf[2]
Ebersbach an der Fils[3]
Eislingen/Fils[4]
Geislingen an der Steige[5]
Göppingen[6]
Lauterstein[7]
Süßen[8]
Uhingen[9]
Wiesensteig[10]

## Gemeindewappen im Landkreis Göppingen

Adelberg[11]
Aichelberg[12]
Albershausen[13]
Bad Boll[14]
Bad Ditzenbach[15]
Bad Überkingen[16]
Birenbach[17]
Böhmenkirch[18]
Börtlingen[19]
Deggingen[20]
Drackenstein[21]
Dürnau[22]
Eschenbach[23]
Gammelshausen[24]
Gingen an der Fils[25]
Gruibingen[26]
Hattenhofen[27]
Heiningen[28]
Hohenstadt[29]
Kuchen[30]
Mühlhausen im Täle[31]
Ottenbach[32]
Rechberghausen[33]
Salach[34]
Schlat[35]
Schlierbach[36]
Wangen[37]
Wäschenbeuren[38]
Zell unter Aichelberg[39]

## Wappen ehemaliger Gemeinden

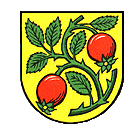
Auendorf
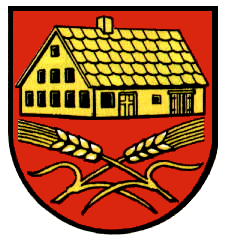
Aufhausen
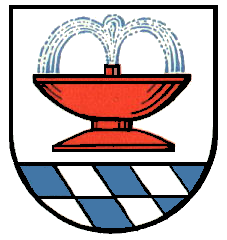
Bad Ditzenbach (altes Wappen)
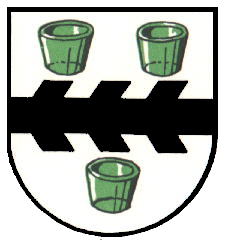
Baiereck
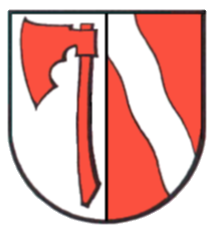
Bartenbach
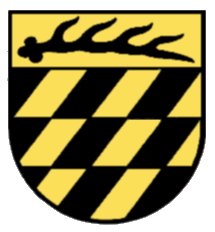
Bezgenriet
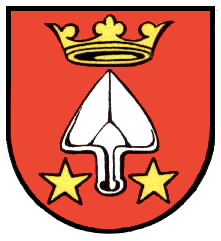
Bünzwangen
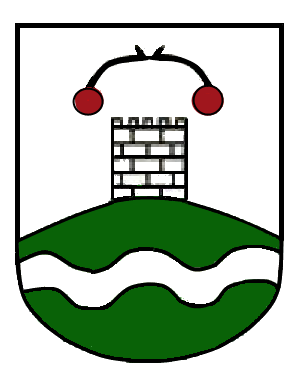
Diegelsberg
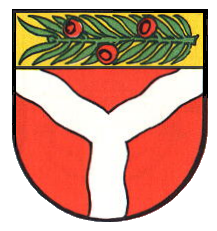
Eybach
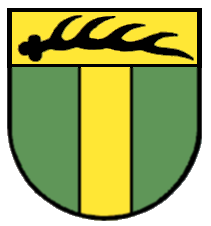
Faurndau
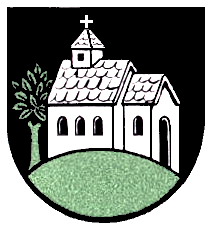
Gosbach
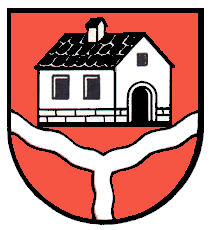
Hausen an der Fils
Hohenstaufen[51]
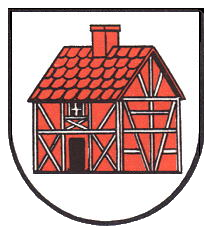
Holzhausen
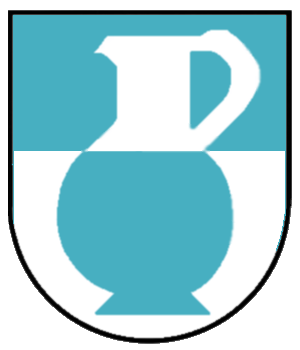
Jebenhausen
Maitis[53]
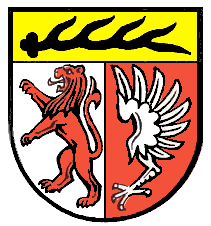
Nenningen
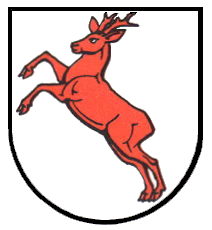
Oberwälden
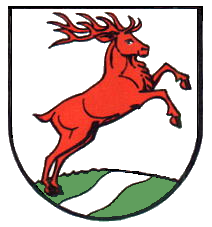
Reichenbach im Täle
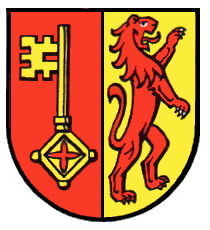
Reichenbach unter Rechberg
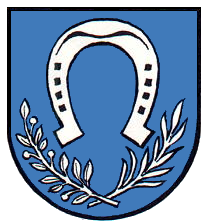
Roßwälden
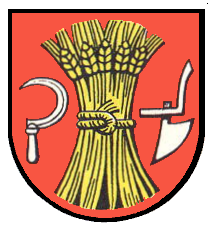
Schnittlingen
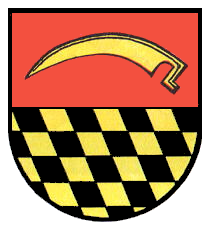
Sparwiesen
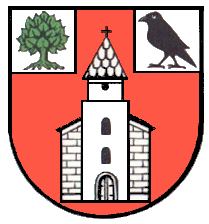
Steinenkirch
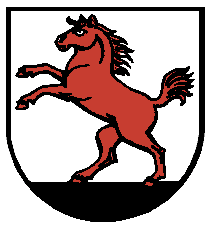
Stötten
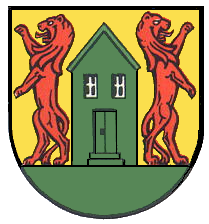
Treffelhausen
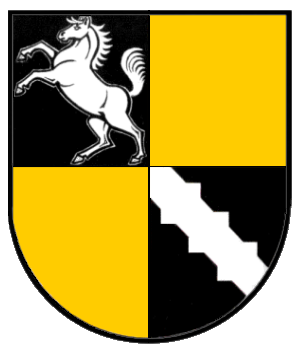
Türkheim
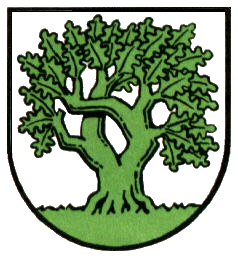
Unterböhringen
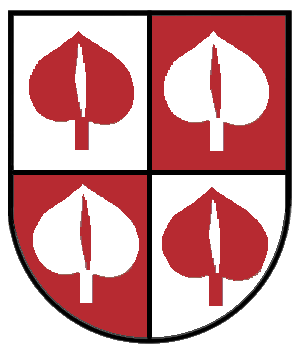
Waldhausen
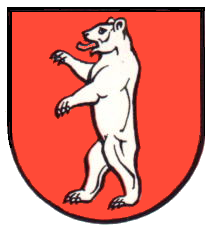
Weiler ob der Fils
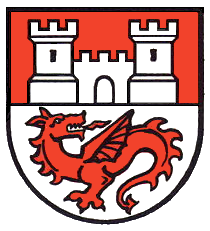
Weiler ob Helfenstein
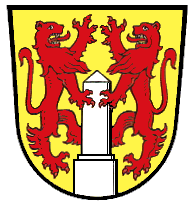
Weißenstein
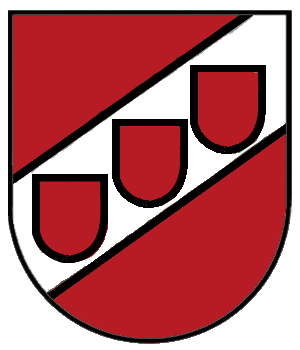
Winzingen

## Blasonierungen
1. ↑  Landkreis Göppingen: In Gold (Gelb) unter einer liegenden schwarzen Hirschstange ein aufgerichteter, rot bewehrter und rot bezungter schwarzer Löwe.
2. ↑  Donzdorf: Unter goldenem Schildhaupt, darin ein schreitender roter Löwe, in Rot drei (2:1) fünfstrahlige goldene Sterne.
3. ↑  Ebersbach an der Fils: In Rot auf grünem Boden stehend ein goldener Eber mit silbernen Hauern.
4. ↑  Eislingen/Fils: Von Silber und Blau geviert, die obere Hälfte überdeckt mit einer liegenden Hirschstange in verwechselten Farben.
5. ↑  Geislingen an der Steige: In von Schwarz und Silber geteiltem Schild eine die Teilung überdeckende fünfblättrige, golden besamte rote Rose mit grünen Kelchblättern.
6. ↑  Göppingen: Unter rotem Schildhaupt in Silber eine liegende schwarze Hirschstange.
7. ↑  Lauterstein: In Gold ein aus dem Unterrand emporkommender obeliskartiger silberner Stein, vorne gehalten von einem linkshin aufgerichteten roten Löwen, hinten ein geflügelter grüner Adlerfang (Klaufügel).
8. ↑  Süßen: Über einer erniedrigten Schildteilung oben in Silber drei rote Zickzackbalken (der unterste angeschnitten), darunter von Schwarz und Silber geteilt.
9. ↑  Uhingen: In Rot ein silberner Wellenbalken und ein rechtes silbernes Obereck.
10. ↑  Wiesensteig: In Rot ein aus einem goldenen Fünfberg wachsender silberner Elefant.
11. ↑  Adelberg: In geteiltem Schild oben in Gold ein nach links springender schwarzer Eber, unten in Schwarz ein springender goldener Hund.
12. ↑  Aichelberg: In Rot über silbernem Dreiberg drei (2:1) steigende silberne Eicheln.
13. ↑  Albershausen: In Silber der grüne Großbuchstabe A, darunter eine linkshin liegende grüne Tulpe.
14. ↑  Bad Boll: In Grün ein mit einer liegenden schwarzen Hirschstange belegtes silbernes Brunnenbecken mit aufsteigenden silbernen Wasserstrahlen.
15. ↑  Bad Ditzenbach: In Gold ein bis nahe an den Oberrand erhöhter grüner Dreiberg belegt mit einem goldenen Schalenbrunnen mit aufsteigendem und geteiltem silbernem Wasserstrahl.
16. ↑  Bad Überkingen: In Silber auf blauem Wellenschildfuß ein roter Brunnen mit zwei Schalen und mit aufsteigendem blauem Wasserstrahl.
17. ↑  Birenbach: In Gold über einem erniedrigten blauen Wellenbalken ein schreitender rotbezungter schwarzer Löwe.
18. ↑  Böhmenkirch: In Rot eine goldene Holzkirche.
19. ↑  Börtlingen: In Grün ein offener silberner Flug.
20. ↑  Deggingen: In Rot ein silberner Elefantenkopf, darunter ein sechsstrahliger goldener Stern.
21. ↑  Drackenstein: In Gold auf grünem Dreiberg ein feuerspeiender roter Drache.
22. ↑  Dürnau: In Silber ein schwarzes Hifthorn mit goldener Fessel.
23. ↑  Eschenbach: In Silber über einem erniedrigten blauen Wellenbalken zwei bewurzelte grüne Eschen.
24. ↑  Gammelshausen: In Gold unter einem roten Kirschenpaar ein rotes Haus.
25. ↑  Gingen an der Fils: In Silber über einem schräglinken blauen Wellenbalken eine eintürmige rote Kirche.
26. ↑  Gruibingen: In Grün ein silbernes Widderhorn in Form einer linken Unterschnecke.
27. ↑  Hattenhofen: In Rot auf grünem Hügel zwischen zwei goldenen Laubbäumen ein silbernes Haus mit spitzem silbernem Ziegeldach, geschlossener Tür und zwei Fenstern.
28. ↑  Heiningen: In Blau unter einer liegenden silbernen Hirschstange eine kreuzförmige silberne Schale mit Lappenrand, belegt mit einem getatzten roten Kreuz.
29. ↑  Hohenstadt: In Rot über einer gequaderten silbernen Zinnenmauer ein hervorbrechender wachsender silberner Elefant.
30. ↑  Kuchen: In geteiltem Schild oben in Rot auf goldenem Vierberg stehend ein silberner Elefant, unten in Silber eine fünfblättrige, golden besamte rote Rose mit grünen Kelchblättern.
31. ↑  Mühlhausen im Täle: In Rot auf silbernem Zweig ein silberner Kuckuck.
32. ↑  Ottenbach: In Gold über einem erniedrigten blauen Wellenbalken ein halber roter Rehbock.
33. ↑  Rechberghausen: In Silber auf grünem Dreiberg ein aufgerichteter roter Rehbock.
34. ↑  Salach: In Gold ein blauer Löwe.
35. ↑  Schlat: In Gold unter einem rechtshin liegenden grünen Apfelzweig mit einem roten Apfel ein weidendes rotes Schaf.
36. ↑  Schlierbach: Unter goldenem Schildhaupt, darin eine schwarze Hirschstange, in Blau zwei goldene Wellenbalken.
37. ↑  Wangen: In einem von Gold und Grün geteilten Schild oben eine liegende schwarze Hirschstange.
38. ↑  Wäschenbeuren: In einem von Rot und Grün durch einen silbernen Schräglinksbalken geteilten Schild hinter einem goldenen Tisch eine schwarz gekleidete Frau (Wäscherin) mit silberner Kopfbedeckung, mit der Linken ein über den Tisch gelegtes silbernes Leintuch und in der erhobenen Rechten einen goldenen Schlegel haltend, links unten ein ovaler, hochkant gestellter goldener Waschzuber.
39. ↑  Zell unter Aichelberg: Unter goldenem, mit einer liegenden schwarzen Hirschstange belegten Schildhaupt in Rot ein gepanzerter goldener Linkarm.
40. ↑  Auendorf: In Gold ein grüner Hagebuttenzweig mit zwei roten Früchten.
41. ↑  Aufhausen: In Rot über zwei schräggekreuzten goldenen Ähren ein goldenes Haus.
42. ↑  Bad Ditzenbach (altes Wappen): Über einem von Blau und Silber schrägrechts mit Querteilung gerautetem Schildfuß in Silber ein roter Schalenbrunnen mit aufsteigendem und geteiltem blauem Wasserstrahl.
43. ↑  Baiereck: In Silber ein mit den Ästen nach links weisender durchgehender gestümmelter schwarzer Astbalken, darüber zwei, darunter ein grüner Glasbecher.
44. ↑  Bartenbach: In gespaltenem Schild vorne in Silber eine rote Axt (Barte), hinten in Rot ein silberner Wellenschrägbalken.
45. ↑  Bezgenriet: Unter goldenem Schildhaupt, darin eine schwarze Hirschstange, von Schwarz und Gold gerautet.
46. ↑  Bünzwangen: In Rot unter einer goldenen Krone eine gestürzte silberne Pflugschar, deren Schaft beiderseits von je einem fünfstrahligen goldenen Stern begleitet wird.
47. ↑  Eybach: Unter goldenem Schildhaupt, darin ein nach rechts gelegter grüner Eibenzweig mit drei roten Beeren, in Rot eine silberne Wellendeichsel.
48. ↑  Faurndau: Unter goldenem Schildhaupt, darin eine liegende schwarze Hirschstange, in Grün ein goldener Pfahl.
49. ↑  Gosbach: In Schwarz auf grünem Hügel eine silberne Kapelle mit Dachreiter, rechts ein grüner Baum.
50. ↑  Hausen an der Fils: In Rot über einer erniedrigten silbernen Wellendeichsel ein silbernes Haus mit schwarzem Dach.
51. ↑  Hohenstaufen: In Gold ein aufgerichteter rot bezungter und rot bewehrter schwarzer Löwe.
52. ↑  Holzhausen: In Silber ein rotes Haus mit silbernem Fachwerk.
53. ↑  Maitis: In Gold unter einem doppelreihig rot-silbern (rot-weiß) geschachten Schildhaupt ein schreitender schwarzer Löwe.
54. ↑  Nenningen: Unter goldenem Schildhaupt, darin eine liegende schwarze Hirschstange, gespalten, vorne in Silber ein aufgerichteter roter Löwe, hinten in Rot ein geflügelter silberner Adlerfang (Klauflügel).
55. ↑  Oberwälden: In Silber ein aufspringender roter Rehbock.
56. ↑  Reichenbach im Täle: In Silber auf grünem Boden, belegt mit einem silbernen Wellenschräglinksbalken, ein nach links aufspringender roter Hirsch.
57. ↑  Reichenbach unter Rechberg: In gespaltenem Schild vorne in Rot ein pfahlweise gestellter (mit dem Bart nach auswärts weisender) goldener Schlüssel, hinten in Gold ein aufgerichteter, nach hinten gekehrter, roter Löwe.
58. ↑  Roßwälden: In Blau über zwei mit den Stielen schräggekreuzten silbernen Laubzweigen ein silbernes Hufeisen.
59. ↑  Schnittlingen: In Rot eine goldene Ährengarbe, rechts eine silberne Sichel, links ein silberner Pflug.
60. ↑  Sparwiesen: In geteiltem Schild oben in Rot ein rechtshin liegendes goldenes Sensenblatt, unten schräg mit Querteilung von Schwarz und Gold gerautet.
61. ↑  Steinenkirch: In Rot eine silberne Kirche, im -heraldisch- rechten silbernen Obereck eine grüne bewurzelte Linde, im -heraldisch- linken silbernen Obereck ein Rabe.
62. ↑  Stötten: In Silber auf schwarzem Schildfuß ein steigendes rotes Pferd.
63. ↑  Treffelhausen: In Gold auf grünem Schildfuß ein grünes Giebelhaus zwischen zwei abgekehrten roten Löwen.
64. ↑  Türkheim: Von Schwarz und Gold geviert, im oberen schwarzen Feld ein steigendes silbernes Pferd, im unteren schwarzen Feld ein silberner Dornenschrägbalken.
65. ↑  Unterböhringen: In Silber auf grünem Boden eine grüne Eiche (Wettereiche).
66. ↑  Waldhausen: In von Silber und Grün geviertem Schild vier pfahlweise gestellte Lindenblätter in verwechselten Farben.
67. ↑  Weiler ob der Fils: In Rot ein aufgerichteter silberner Bär.
68. ↑  Weiler ob Helfenstein: In geteiltem Schild oben in Rot eine doppeltürmige silberne Burg, unten in Silber ein liegender roter Drache.
69. ↑  Weißenstein: In Gold ein aus dem Schildrand emporkommender, obeliskenförmiger silberner Stein, den zwei zugewendete rote Löwen halten.
70. ↑  Winzingen: In Rot ein silberner Schräglinksbalken, belegt mit drei pfahlweise gestellten roten Schildern hintereinander.